# Aloe squarrosa
Aloe squarrosa é uma espécie de liliopsida do gênero Aloe, pertencente à família Asphodelaceae.